# Podersdorf am See
Podersdorf am See is een gemeente in de Oostenrijkse deelstaat Burgenland, gelegen in het district Neusiedl am See (ND). De gemeente heeft ongeveer 2000 inwoners. Nabij het dorp en elders eveneens, zijn overal de typische Hongaarse puszta-waterputten met staken te zien. Ook staan her en der schuilhutten van riet voor de herders in de puszta.

## Geografie

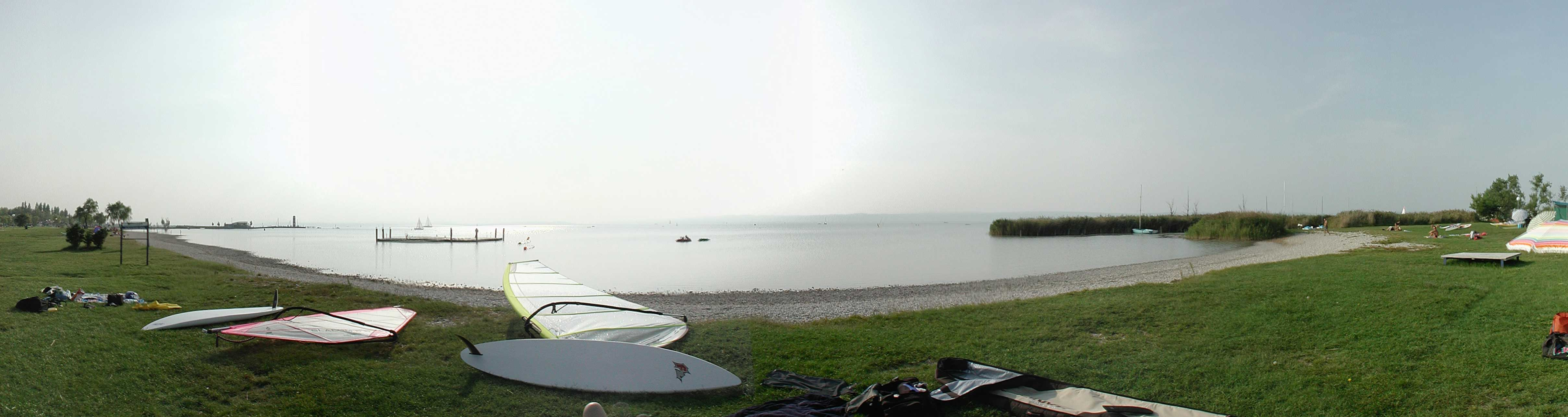
Blik op Podersdorf in de westrichting, 120° panoramafoto

Podersdorf am See heeft een oppervlakte van 41,73 km². Het ligt in het uiterste oosten van het land.

## Windmolen
In Podersdorf staat een van de laatste twee maalvaardige windmolens van Oostenrijk. De andere staat in Retz.

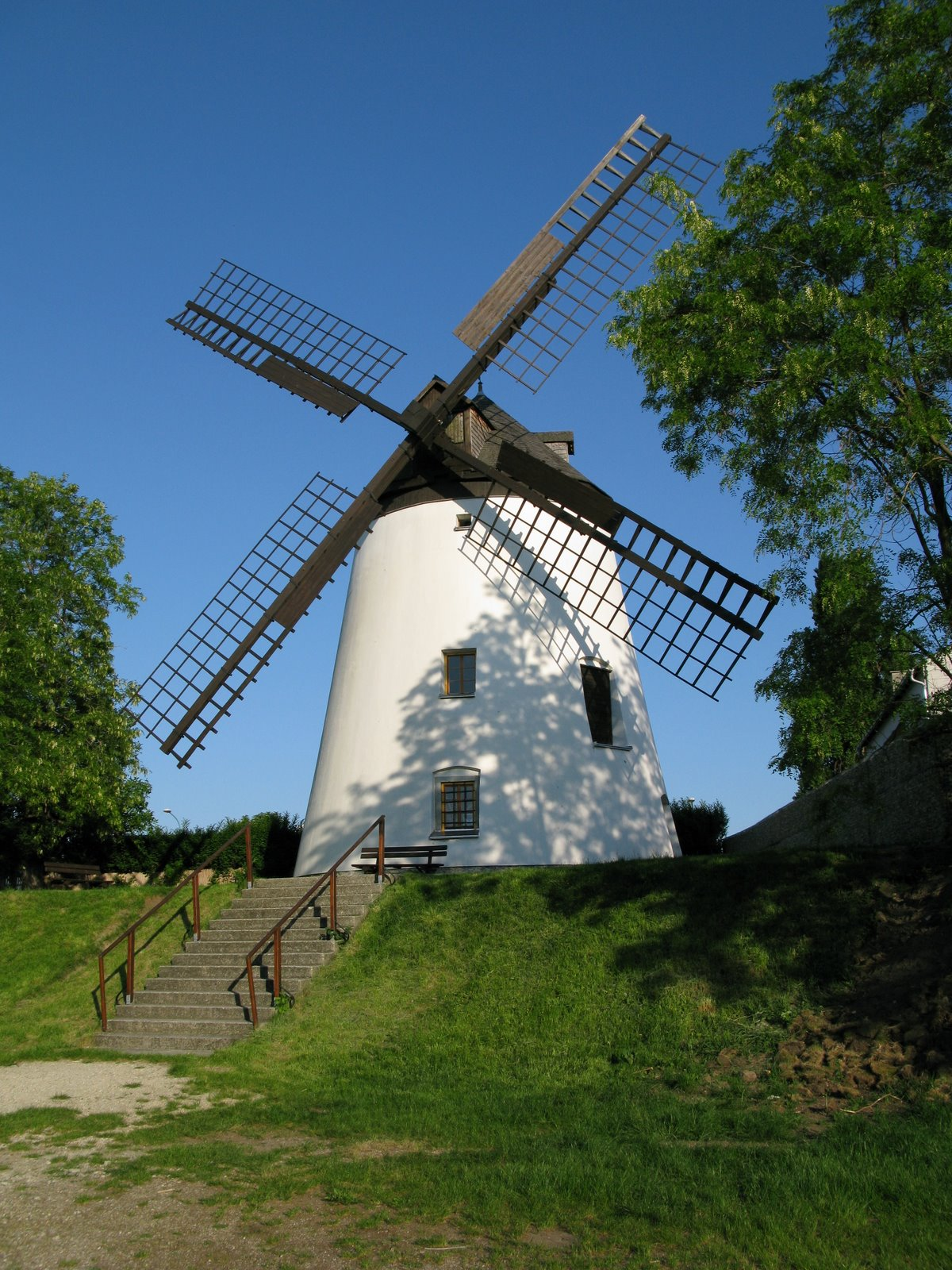
De windmolen van Podersdorf

Andau · Apetlon · Bruckneudorf · Deutsch Jahrndorf · Edelstal · Frauenkirchen · Gattendorf · Gols · Halbturn · Illmitz · Jois · Kittsee · Mönchhof · Neudorf bei Parndorf · Neusiedl am See · Nickelsdorf · Pama · Pamhagen · Parndorf · Podersdorf am See · Potzneusiedl · Sankt Andrä am Zicksee · Tadten · Wallern im Burgenland · Weiden am See · Winden am See · Zurndorf
- Gemeinsame Normdatei: 4527173-2
- Virtual International Authority File: 9056163464415105680003